# Heerlijkheid Beek

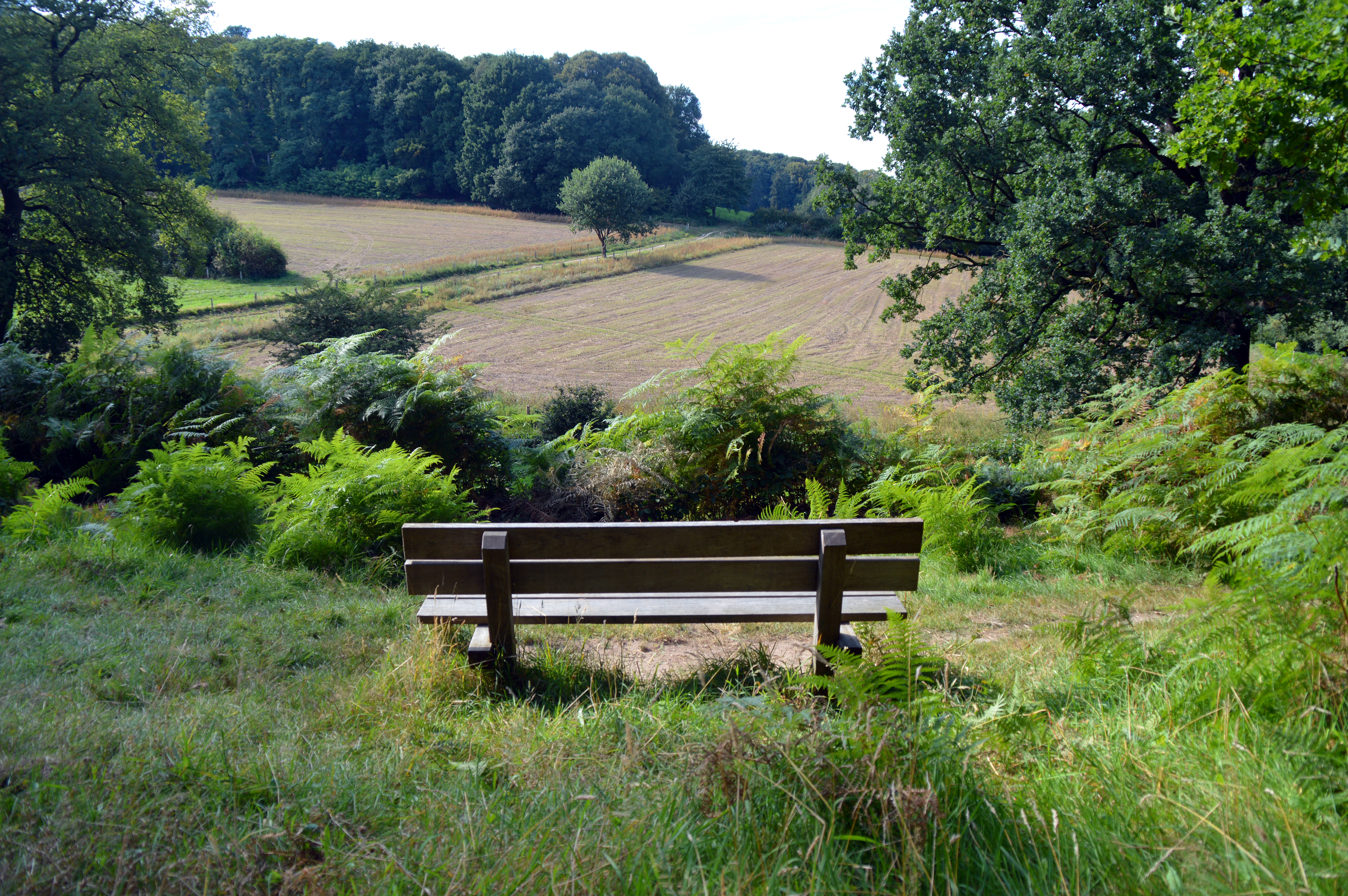
Elyzese Velden

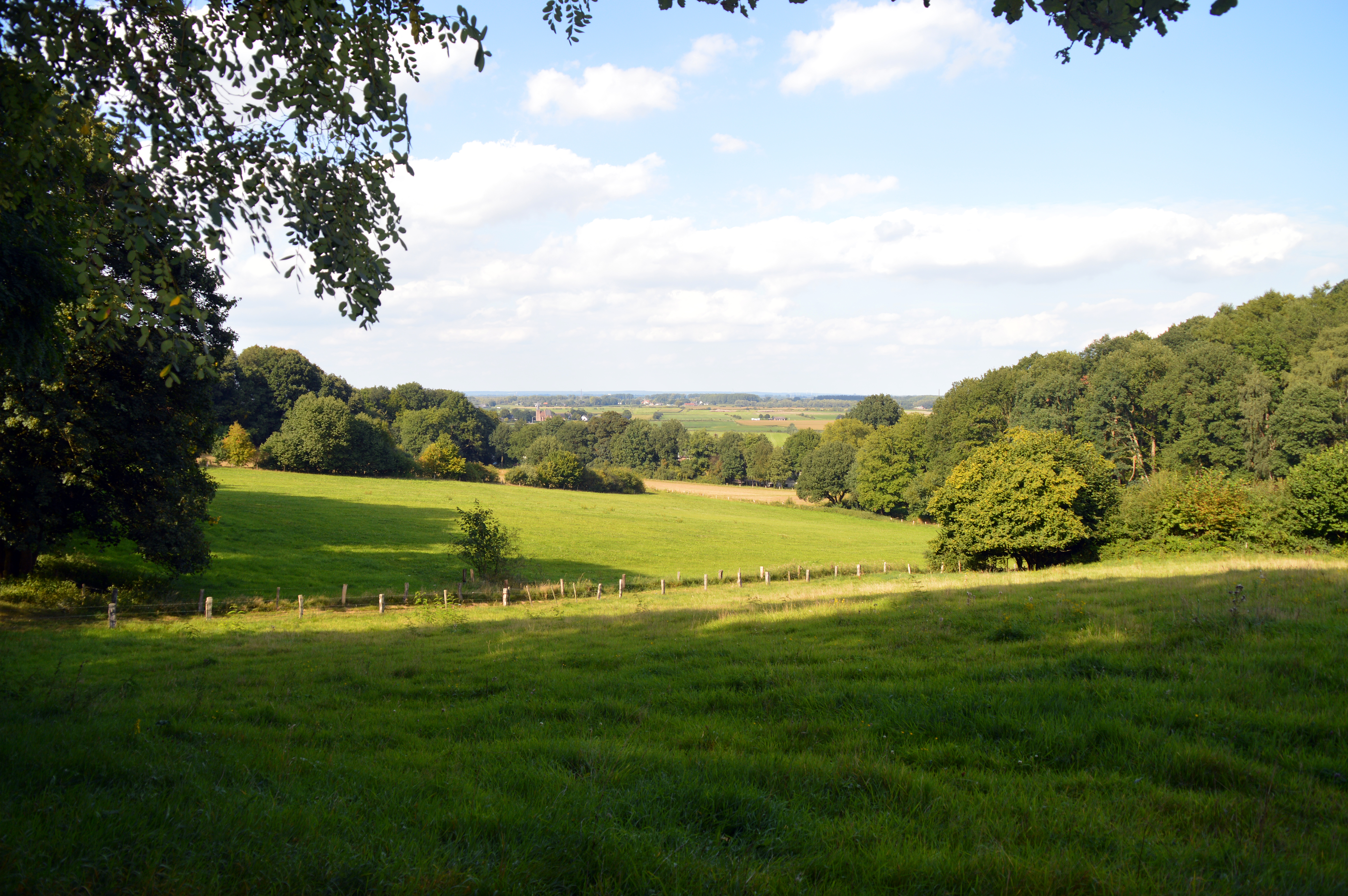
Elyzese Velden Beek

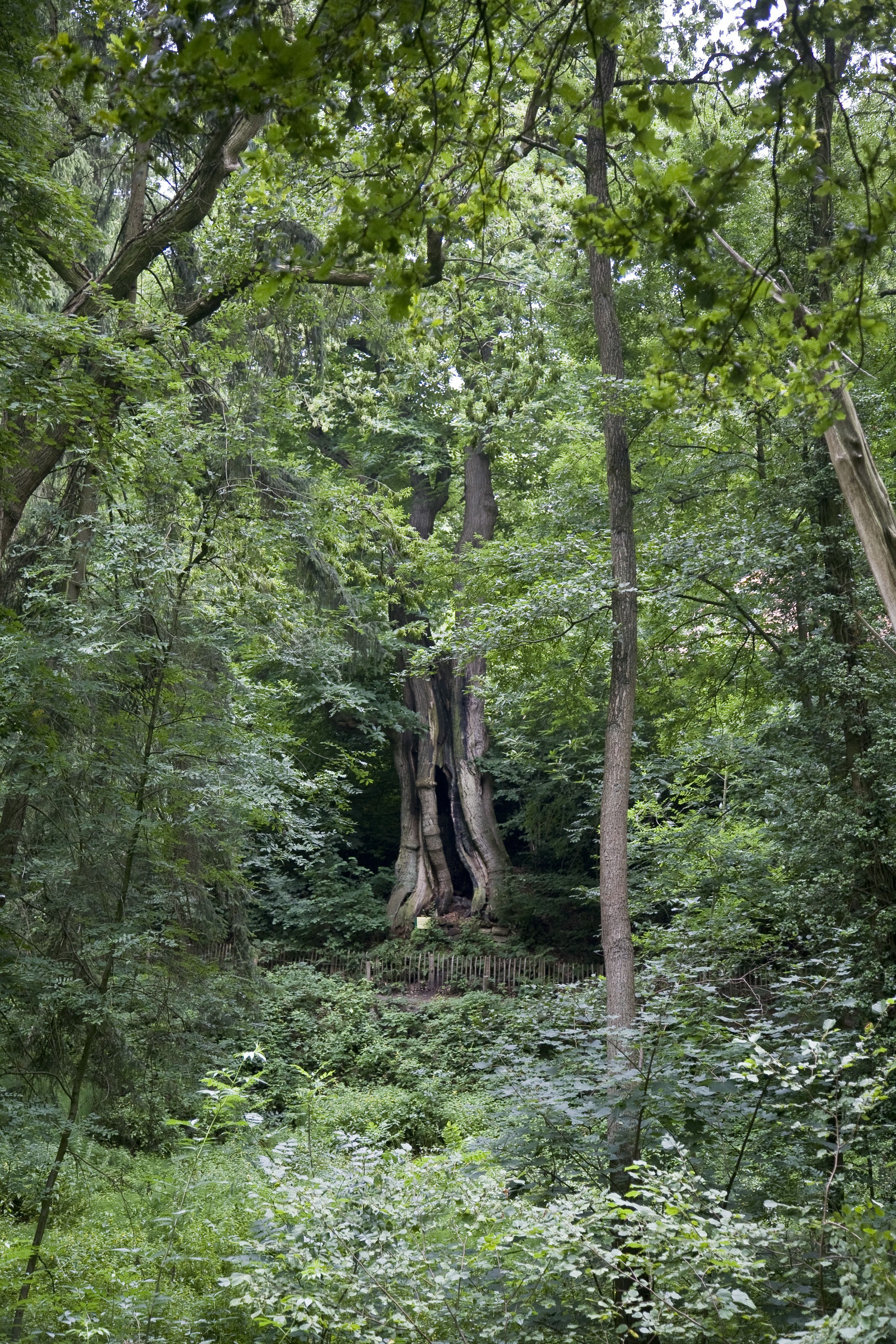
De Kabouterboom

De Heerlijkheid Beek is een natuurgebied en voormalige bestuurseenheid in de buurt van Berg en Dal in de gelijknamige gemeente. Het natuurgebied wordt beheerd door de stichting Het Geldersch Landschap. 

## Geschiedenis
Van oorsprong is de heerlijkheid Beek een leen van de graven van Kleef. Rond 1350 werd het eigendom van de Heren van Groesbeek. Vanaf 1660 tot 1941 was het landgoed in het bezit van de familie Van Randwijck. Zij verbleven in het huis Het Spijker. In de loop der tijd verkocht de familie delen van hun grondbezit. In 1941 verkochten zij de gronden langs de heuvelrand aan Het Geldersch Landschap.

## Omschrijving
Het beslaat een heuvelachtig gebied van 49 hectare, dat onderdeel vormt van de stuwwal rond Nijmegen. Het landschap bestaat uit bebossing in de hoger gelegen delen en weilanden in de lagere gedeelten die ook wel de Elyzeese velden worden genoemd. Verder is er een bron, een beek en een paar vijvers. In het landschap herinneren de kastanjebomen nog aan de Romeinen. Zij importeerden de boom zo’n 2000 jaar geleden vanwege de tamme kastanjes, die dienden als proviand.
Uit de stuwwal sijpelen verschillende beken. 
Op het hoogste gedeelte werd in 1880 het landhuis, Huys te Schengen gebouwd.

## Kabouterboom
In de bossen is een tamme kastanjeboom te vinden met een omtrek van 850 centimeter. Deze wordt de Kabouterboom genoemd en staat daar al sinds het begin van de 16e eeuw. Het is daarmee mogelijk de oudste nog bestaande boom van Nederland. De boom is opgenomen in het Landelijk Register van Monumentale Bomen onder nummer 1678473.
In januari 2005 werd de boom in brand gestoken. De binnenkant van de stam brandde daardoor uit. De schade is nog steeds duidelijk te zien. In 2018 is het pad langs de boom verstevigd, nadat het door zware regenval was versmald.
Er zijn meerdere wandelroutes in het gebied. Een daarvan is de Natuurwandelroute N70 van ongeveer 16 kilometer.